# Ophelimus maskelli
Ophelimus maskelli är en stekelart som först beskrevs av William Harris Ashmead 1900.  Ophelimus maskelli ingår i släktet Ophelimus och familjen finglanssteklar. Inga underarter finns listade i Catalogue of Life.

## Bildgalleri

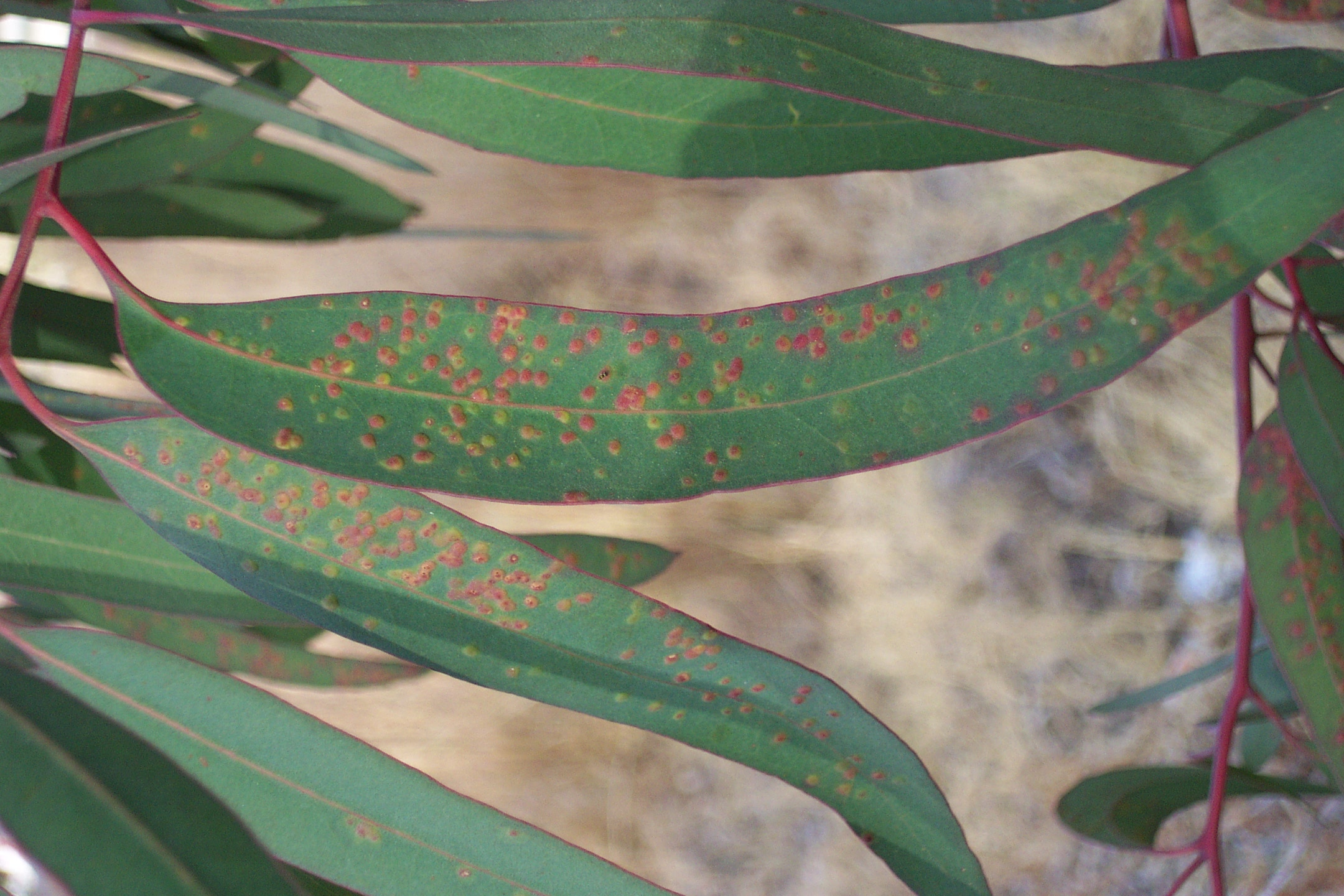
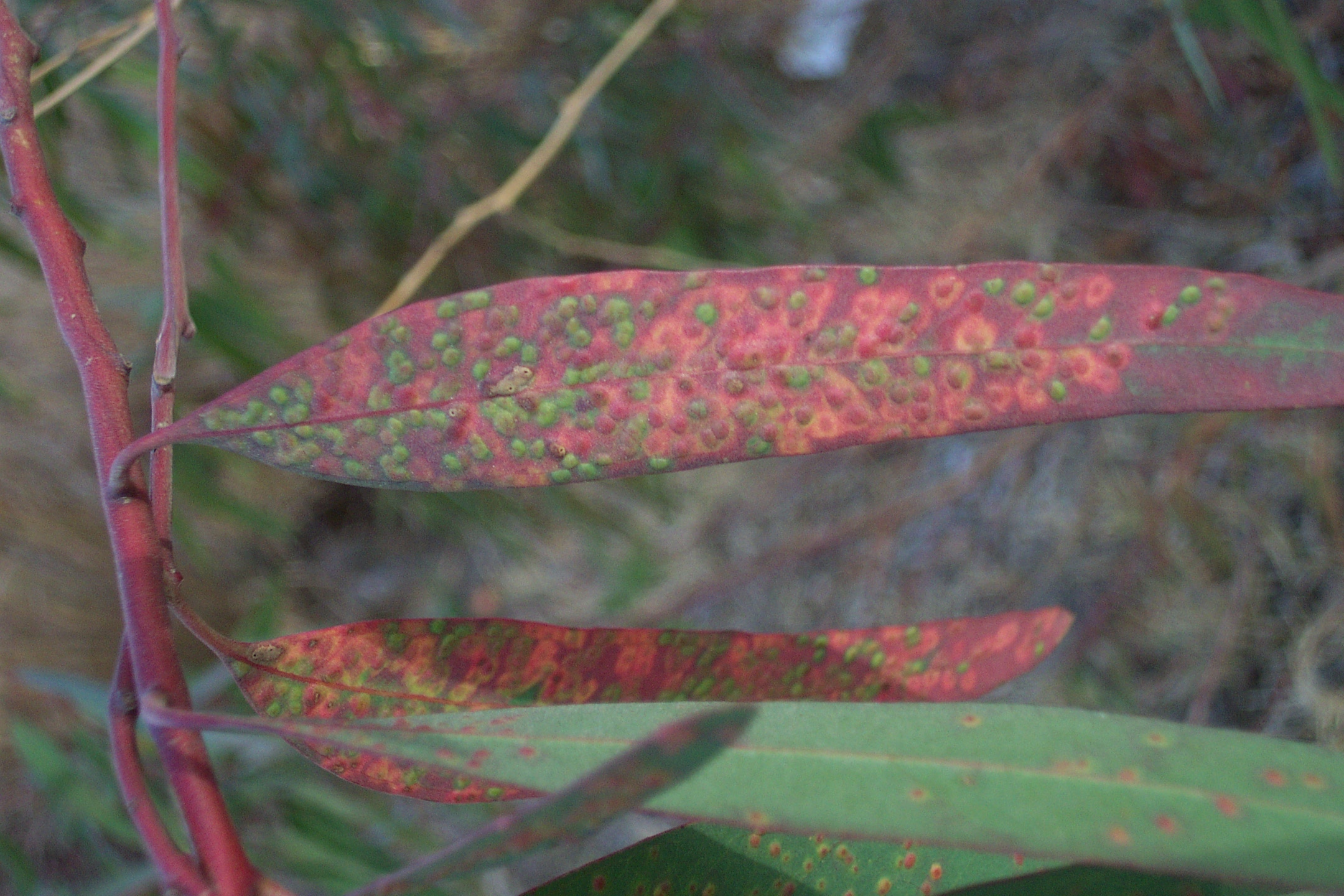